# Ahmad bin Salman Al Sa'ud
Aḥmad bin Salmān Āl Saʿūd (in arabo أحمد بن سلمان بن عبد العزيز آل سعود‎?; Riad, 17 novembre 1958 – Riad, 22 luglio 2002) è stato un militare e imprenditore saudita, membro della famiglia reale Al Saʿūd.

## Primi anni di vita e formazione
Il principe Ahmad è nato a Riad il 17 novembre 1958 ed è il secondo figlio di re Salman. Sua madre era Sultana bint Turki Al Sudairi, morta a 71 anni nel luglio 2011. Era la figlia dello zio di Salman, Turki bin Ahmad Al Sudairi, che è stato in precedenza governatore della Provincia di Asir. Ahmad bin Salman era fratello germano dei principi Fahd, Sultan, Abd al-Aziz, Faysal e della principessa Hassa (nata nel 1974).
Il principe inizialmente ha studiato alla Colorado School of Mines. In seguito, si è laureato presso l'Accademia Militare di Wentworth. Dopo la laurea, tornato in patria, è entrato nella Regia aeronautica militare saudita.
Più tardi, ha continuato gli studi negli Stati Uniti e ha frequentato l'Università della California, Irvine, dove ha studiato cultura comparata e si è laureato nei primi anni '80.

## Carriera
In Arabia Saudita, dopo una permanenza nelle forze armate, si è dedicato all'imprenditoria. Dopo aver abbandonato la carriera militare, nel 1985, ha fondato la ASAS, una società specializzata nella manutenzione e negli appalti. Nel 1989, è diventato presidente del Gruppo saudita di ricerca e marketing (SRMG), un'azienda operante nel campo dei media, con sede a Riad e Gedda e filiali a Londra e Washington. Il principe Ahmad ha acquistato l'80% del quotidiano, Asharq Al-Awsat, pubblicato dal gruppo.
SRMG è la più grande società di media del Medio Oriente. Quando il principe ha rilevato l'azienda, questa valeva 90 milioni di dollari. Alla sua morte, l'attività aveva un valore di quasi 533 milioni di dollari. Dopo la sua morte il fratello Faysal è diventato presidente della SRMG.

## Coinvolgimento nelle corse di cavalli
Ahmed bin Salman ha iniziato l'attività ippica con il suo amico del college Richard Mulhall che gli faceva da addestratore di cavalli e, infine, suo direttore delle operazioni di gara. Inizialmente, ha comprato un stallone grigio di nome Jumping Hill. Quindi, il principe Ahmad ha iniziato a correre sotto il nome di Universal Stable fino al 1994. In seguito, ha creato la Thoroughbred Corporation ed è diventato il partner principale di questa azienda. Nel 1999, Ahmad ha vinto il Derby di Epsom con il purosangue Oath. Nel 2001, ha vinto il Preakness e Belmont Stakes con il cavallo Point Given. Nel maggio 2002, ha vinto il Kentucky Derby con War Emblem, ciò lo ha reso il primo proprietario di cavallo arabo a vincere questa gara. War Emblem era stato venduto al principe Ahmad appena tre settimane prima della gara, dopo che aveva vinto il Derby dell'Illinois. Il prezzo del cavallo era di 900 000 dollari. Suo fratello Faysal, gli è succeduto come capo della Thoroughbred Corporation.
Ahmed possedeva anche alcune cavalle da corsa in Spagna. Egli è uno dei soli quattro uomini ad aver gareggiato e vinto nel Kentucky Derby e nel Derby di Epsom. Gli altri sono John W. Galbreath, Michael Tabor, e Paul Mellon.

## Altre posizioni
Ahmad bin Salman è stato nominato segretario generale della Società di beneficenza Principe Fahd bin Salman per la cura dei pazienti renali e membro del consiglio di amministrazione dell'ufficio di beneficenza alla morte del fratello maggiore Fahd nel 2001.

## Vita personale
Il principe Ahmad era sposato con Lamia bint Mish'al, figlia di Mish'al bin Sa'ud. Ha avuto quattro figlie e un figlio. La sua famiglia possiede il tre per cento del Gruppo saudita di ricerca e marketing.

## Morte e funerale
Ahmad bin Salman è morto per infarto a Riad il 22 luglio 2002, all'età 43 anni. Le preghiere funebri si sono tenute il giorno successivo nella moschea Imam Turki bin Abd Allah di Riyad, la salma è stata poi sepolta nel cimitero al-'Ud della città. Suo cugino, Sultan bin Faysal bin Turki bin Abd Allah, fratello di Abd Allah bin Faysal, è rimasto ucciso in un incidente d'auto mentre si recava nella capitale per partecipare alle preghiere funebri per il principe Ahmad. Sultan è stato quindi sepolto con Ahmad.

## Presunto coinvolgimento negli attentati dell'11 settembre
In Why America Slept (2003), il giornalista investigativo Gerald Posner ha affermato che Ahmad bin Salman aveva avuto legami con Al-Qaida ed era a conoscenza della preparazione degli attentati dell'11 settembre 2001. La storia è stata fortemente negata dalla sua famiglia, che ha sostenuto che il principe ammirava gli Stati Uniti, avendo trascorso molto tempo nella sua residenza di Bradbury (California) e investito molto nel settore corse delle corse di cavalli. I suoi amici delle corse hanno dichiarato che in base alla loro conoscenza di lui e dei suoi atteggiamenti era impossibile credere alle accuse.

## Eredità
Nel 2004, Faysal bin Salman ha annunciato che sarebbe stato fondato l'Istituto per le Applicazioni dei Media "Principe Ahmad bin Salman", per favorire la formazione dei giornalisti.